# ワイルド・ガール
『ワイルド・ガール』（原題: Wild Child）は、2008年のアメリカの恋愛コメディ映画。日本ではビデオスルーとして、2010年6月2日にDVD（レンタルのみ）がリリースされ、2011年6月22日にBDが発売された。

## ストーリー
ロサンゼルスで暮らすポピーは、オシャレが大好きな16歳。遊び友達と気ままに過ごしていた彼女は、母親の死後に父が若いガールフレンドを作ることが許せなかった。父のガールフレンドへの嫌がらせは度を超えたイタズラになり、それまでは我慢してきた父もついに怒りを爆発。そしてポピーをイギリスの名門寄宿校に転校させてしまう。そこで彼女を待っていたのはダサイ制服に厳しい教師、学園を牛耳る意地悪な生徒会長のハリエットだった。

## キャスト
| 役名                   | 俳優                       | 日本語吹替 |
| ---------------------- | -------------------------- | ---------- |
| ポピー・ムーア         | エマ・ロバーツ             | 桑島法子   |
| フレディ・キングスレー | アレックス・ペティファー   | 浪川大輔   |
| キングスレー婦人       | ナターシャ・リチャードソン | 大西多摩恵 |
| ハリエット・ベントレー | ジョージア・キング         |            |
| ドリッピー             | ジュノー・テンプル         | 小林由美子 |
| 既婚婦人               | シャーリー・ヘンダーソン   |            |
| ルビー                 | シェルビー・ヤング         |            |
| クリストファー         | ニック・フロスト           |            |
| ケイト                 | キンバリー・ニクソン       | 坂本真綾   |